# Acanthoderes septemmaculata
Acanthoderes septemmaculata är en skalbaggsart som beskrevs av Jean Baptiste Lucien Buquet 1859. Acanthoderes septemmaculata ingår i släktet Acanthoderes och familjen långhorningar. Inga underarter finns listade i Catalogue of Life.